# Gusztáv Keleti

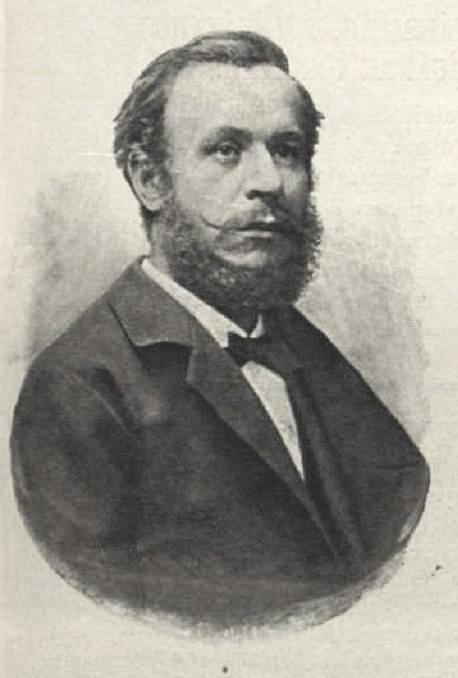
Gusztáv Keleti

Gusztáv Frigyes Keleti, född 13 december 1834 i Pozsony, slovakiskt namn: Bratislava, Mähren, Kejsardömet Österrike, död 2 september 1902 i Budapest, Österrike-Ungern, var en ungersk konstnär.
Han var bror till Károly Keleti.
Keleti var ursprungligen jurist, studerade konst i München och upprättade i Ungern teckningsskolor, framför allt Königliche Kunstgewerbeschule i Budapest (1880), vars direktör han blev.